# Carl Ebert
Carl Ebert (*20 de febrero de 1887, Berlín, Alemania – † 14 de mayo de 1980, Santa Mónica, California) fue un actor, director productor y administrador alemán de teatro y ópera.
Estudió con Max Reinhardt y trabajó como actor y director de teatro en Alemania desde 1915 a 1927, dirigiendo la obra de Brecht In The Jungle of Cities en Darmstadt en el año 1927. 
Fue director de la Deutsche Oper Berlin entre 1931-1933, emigrando ante el ascenso del nazismo.
Entre 1935 y 1944 se desempeñó como el director de recientemente fundado conservatorio estatal para teatro y ópera en Ankara, Turquía, encabezando la fundación del Ballet y Ópera Estatal de Turquía(Turkish State Opera and Ballet).
Entre 1934 y 1939 produjo la famosa serie de producciones de ópera de Mozart, y el Macbeth de Verdi con Fritz Busch en el Festival de Glyndebourne, Inglaterra.[1] 
Fue profesor y director de la escuela de ópera de la Universidad de California del Sur desde 1948 a 1954. 
De 1954 a 1961, se desempeñó como el administrador general de la Ópera Alemana de Berlín (Deutsche Oper Berlin), luego denominada Städtische Oper, en Berlín.

## Su trabajo en el Conservatorio Estatal de Ankara (Ankara State Conservatory)
Carl Ebert fue invitado a Ankara desde Alemania durante los años académicos de 1935-36. Según sus reportes, las clases del conservatorio estatal comenzaron a ser dadas en el Musiki Muallim Mektebi en el período académico de 1935-36. Adicionalmente, todos los aspectos de la educación musical incluidos clases de teatro y ópera. Carl Ebert, se quedó en Ankara y dirigió el teatro escolar y estudio de ópera del Conservatorio Estatal durante 9 años.
Al principio, las clases de Carl Ebert en el estudio de ópera del Conservatorio Estatal de Ankara se basaban en trabajos estándar occidentales con textos turcos. Tal fue el caso de la ópera de un acto de Mozart "Bastien und Bastienne" que fue interpretada por estudiantes y acompañada por la Orquesta Sinfónica Presidencial. Habida cuenta de las críticas positivas recibidas, se empezó a experimentar con libretos en turco, y en 1940, por primera vez en Turquía, el segundo acto de la obra de Puccini "Madame Butterfly" fue interpretada en turco por el Estudio de Ópera. En mayo de 1941, esto fue seguido por el segundo acto de "Tosca" de Puccini. Nuevamente, los desempeños fueron un gran éxito, lo cual fue reflejado por la prensa. Por acto del Parlamento del 16 de mayo de 1940, las clases del Conservatorio Estatal iniciadas en el Musiki Muallim Mektebi fueron oficialmente convertidas en las de Conservatorio Estatal las cuales consistían en escuelas de música, ópera, ballet y teatro. Cada año entre 1937 y 1957, el Conservatorio Estatal de Ankara envió equipos de musicólogos al interior del país para compilar melodías folklóricas tradicionales. Alrededor de 10,000 melodías fueron compiladas y algunas de ellas fueron grabadas en discos de pasta. Las mismas son conservadas en los archivos del Conservatorio Estatal de Ankara de la Hacettepe University.
Carl Ebert estableció departamentos de ópera y teatro en el Conservatorio así como fundó la "Práctica Teatral" donde los estudiantes de ópera y drama podrían aparecer desempeñándose en público. Hoy en día, las óperas son producidas regularmente en cinco ciudades de Turquía por el Turkish State Opera and Ballet, conectado al Ministerio de Cultura y Turismo.

## Fuente
A. Reisman Turkey's Modernization: Refugees from Nazism and Atatürk’s Vision. [1] 
Retrieved from "http://en.wikipedia.org/wiki/Carl_Ebert"
- Datos: Q75179